# Wildpark Waldhaus Mehlmeisel
Koordinaten: 49° 57′ 49″ N, 11° 50′ 28,6″ O

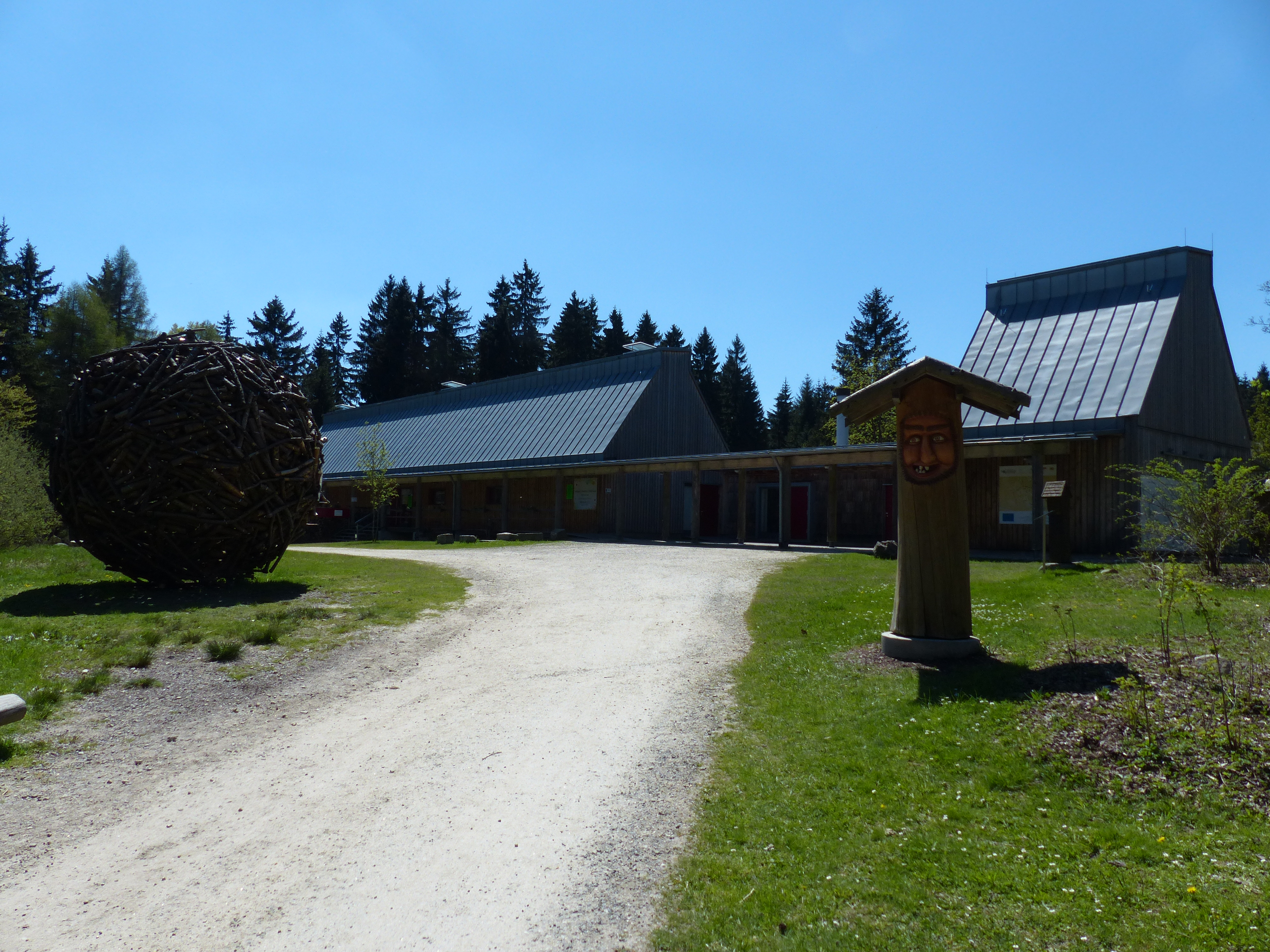
Eingang zum Wildpark

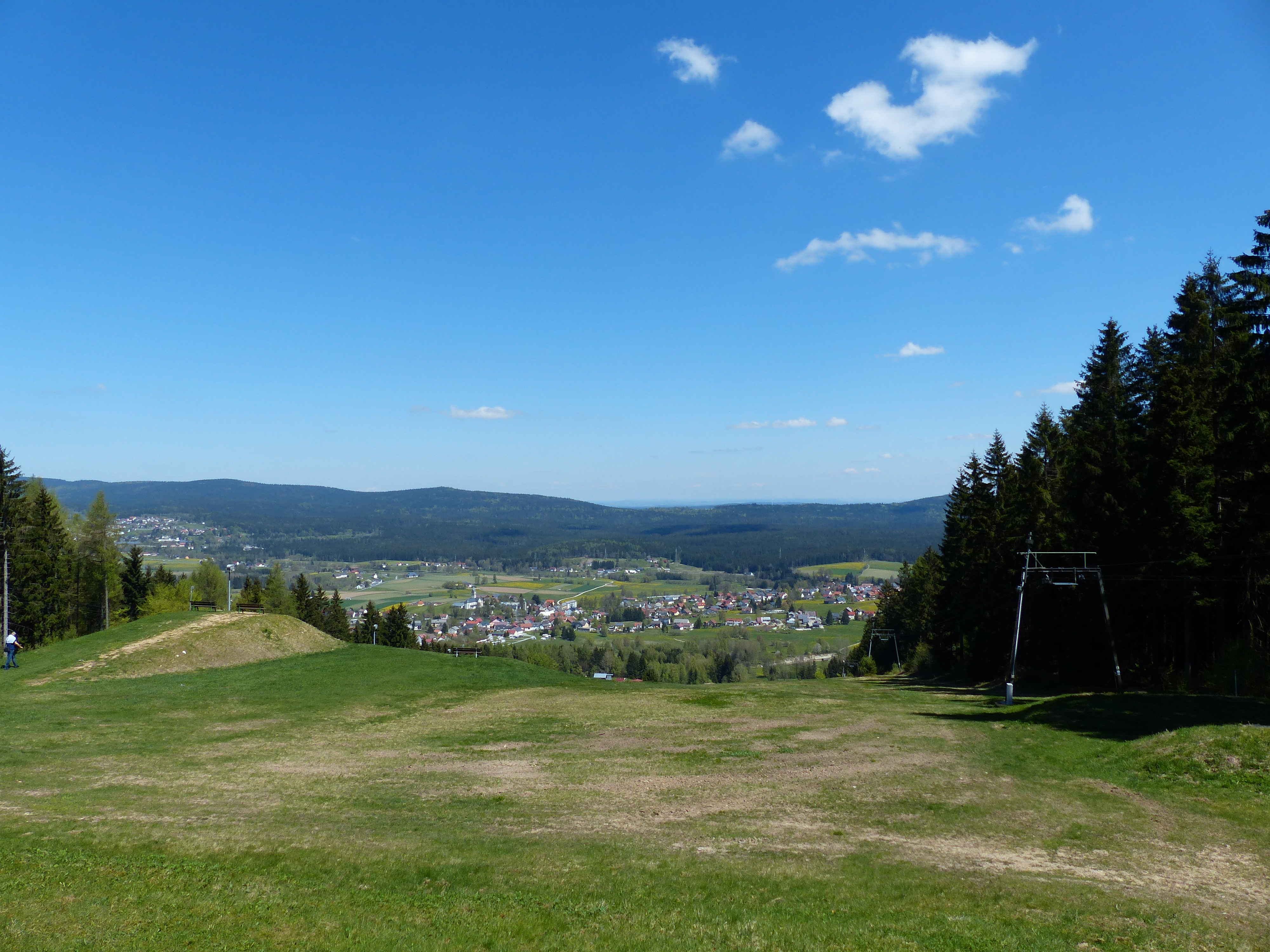
Aussicht vom Klausenberg in Richtung Mehlmeisel

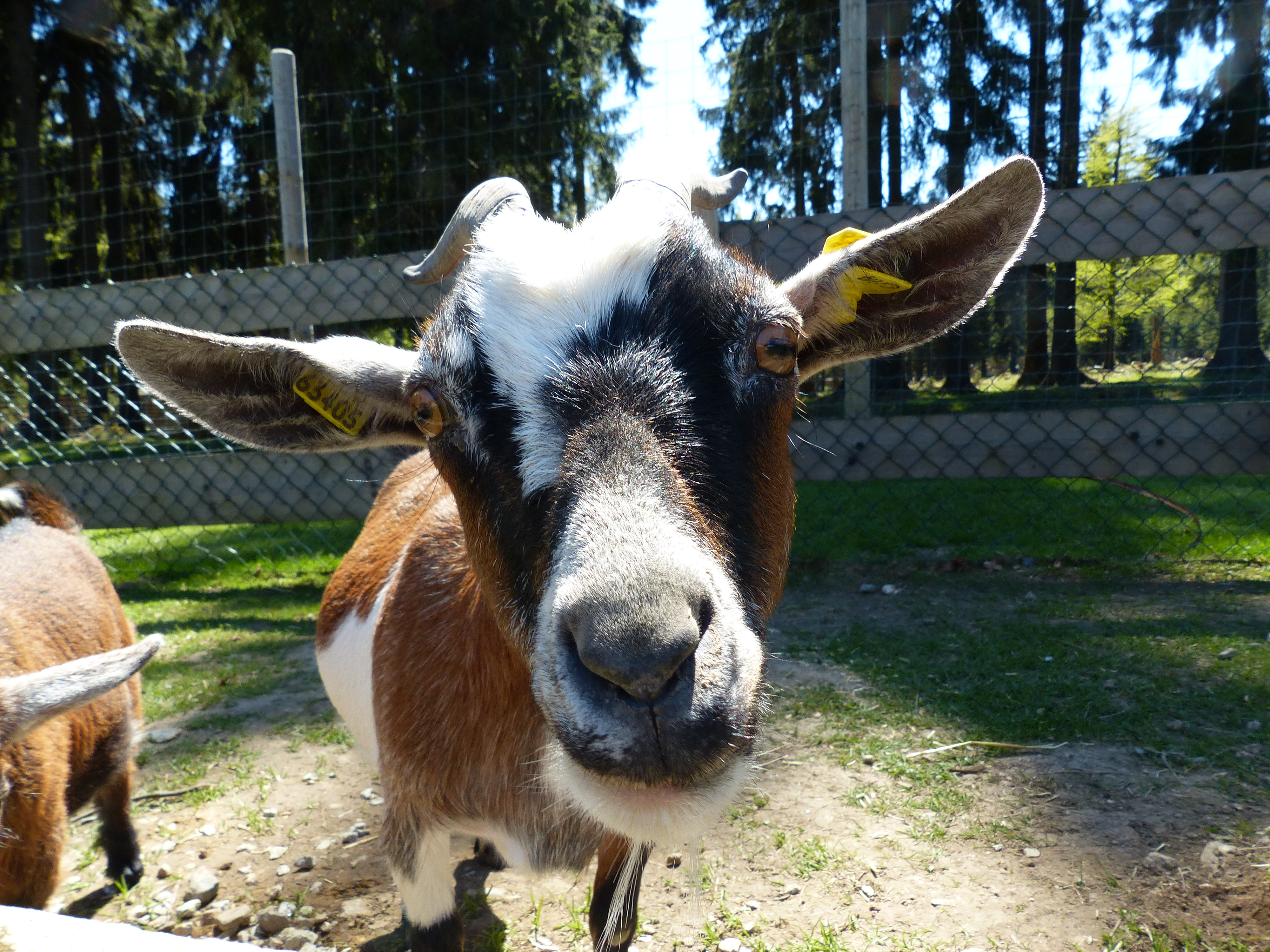
Ziege im Streichelzoo

Der Wildpark Waldhaus Mehlmeisel ist ein Wildpark am Hang des Klausenberges südwestlich der Gemeinde Mehlmeisel im oberfränkischen Landkreis Bayreuth.

## Entstehung der Anlage
2004 entstand in Kooperation mit der tschechischen Partnerstadt Boží Dar zunächst das Waldinformationszentrum Waldhaus Mehlmeisel. Die Architektur des Gebäudes stammt von Peter Kuchenreuther, Marktredwitz, und Martin Schinner, Nürnberg. Als Vorbild für die Gestalt des Hauses diente der denkmalgeschützte Einfirsthof im Freilandmuseum Grassemann.
In Kooperation mit den Karlsbader Forstbetrieben wurden 2014 bestehende Rot- und Schwarzwildgehege ausgebaut und durch weitere Gehege ergänzt. Der Wildpark war 2016 Partner der Landesgartenschau Bayreuth.

## Lage und Umfang
Der Wildpark liegt am Hang des Klausenberges in unmittelbarer Nähe des Klausenturmes. Der Berggasthof Bayreuther Haus grenzt hier an die Bergstation des Klausenliftes. Das Areal ist Ausgangspunkt mehrerer Wanderwege. Hier entspringt der Rieselbach, der in den Geisbach mündet und die Fichtelnaab speist. Die Zufahrt erfolgt über den Ort Mehlmeisel und ist entsprechend ausgeschildert.
Das Eingangsgebäude ist zugleich Umweltbildungsstätte. Mehrere Wildgehege sind über die nach Plänen vom Büro  Kuchenreuther errichteten Hochpfade gut einsehbar. Unter den Wildtieren befinden sich kleine Raubtiere, wie Luchs oder Wildkatze, Rot- und Schwarzwild, Rehe, Birkhühner und Auerhühner, Eichhörnchen und der seltene Schneehase. Eine weitere Attraktion ist der Streichelzoo.